# Tanjakan Mekar
Tanjakan Mekar is een bestuurslaag in het regentschap Tangerang van de provincie Banten, Indonesië. Tanjakan Mekar telt 4833 inwoners (volkstelling 2010).